# Feng Pin
Feng Pin (čínsky pchin-jinem Féng Bīn, znaky zjednodušené 冯彬; * 3. dubna 1994 Pcheng-laj, Jen-tchaj, Šan-tung) je čínská diskařka. Svým dosud nejlepším hodem 69,12 m roku 2022 vyhrála na mistrovství světa, na světovém šampionátu 2023 vybojovala bronz. Na LOH 2024 v Paříži získala stříbrnou medaili.
Patří mezi nemnoho vrcholových atletů, kteří závodí v dioptrických brýlích.